# ジャンジャコモ・グェルフィ
ジャンジャコモ・グェルフィ（伊: Giangiacomo Guelfi, 1924年12月21日- 2012年2月8日）はイタリアのバリトン歌手。ラツィオ州 ローマ出身。

## 経歴
当初、フィレンツェ大学で法律を学んでいたが声楽に転じ、1950年のスポレートでの声楽コンクールに優勝し、同年スポレートのヌォーヴォ劇場でヴェルディの『リゴレット』の題名役でデビューした。1951年9月にはヴェネツィアのフェニーチェ劇場にヴェルディの『アッティラ』のエッツィオ役で出演。1952年のローマ歌劇場によるカラカラ浴場でのヴェルディの『アイーダ』にアモナスロ役で出演後は、1970年代半ばまで毎年のように同役で出演した。
スカラ座には1952年3月17日にフアン・ホセ・カストロの "PROSERPINA E LO STRANIERO" でデビューした。その後スカラ座の常連となり、1953年のカタラーニの『ラ・ワリー』、1956年の『アイーダ』、1963年の『カヴァレリア・ルスティカーナ』、1966年の『ナブッコ』などシーズン開幕公演にも4回出演している。
イタリア以外でも1957年にロイヤル・オペラ・ハウスに『トスカ』でデビュー、1965年にはウィーン国立歌劇場に『アンドレア・シェニエ』で出演。1970年2月にメトロポリタン歌劇場に『トスカ』でデビューするなど世界的に活躍した。
1980年のローマ歌劇場での『トスカ』にて引退した。
日本には、1956年の第1次NHKイタリア歌劇団で来日し『アイーダ』と『トスカ』を歌った。とりわけ『アイーダ』のアモナスロ役での歌唱は、第2幕の "Suo padre. Anch'io pugnai" での凄まじい声の威力で日本の聴衆の度肝を抜いたと言われる。1961年の第3次NHKイタリア歌劇団においても、第1次公演で評判となった『アイーダ』と『トスカ』に加えて、『アンドレア・シェニエ』を歌っている。
2012年2月8日にボルツァーノにて、87歳で死去。

## 録音
1950年代から1970年代にかけて、数多くのライブ録音が存在するが、スタジオ録音は以下となる。
| 録音年 | レーベル             | 作曲家     | 曲                           | 指揮者                       | 管弦楽団、合唱 | 共演者                                                                                         | 備考       |
| ------ | -------------------- | ---------- | ---------------------------- | ---------------------------- | -------------- | ---------------------------------------------------------------------------------------------- | ---------- |
| 1955   | チェトラ             | ビゼー     | カルメン (オペラ)（抜粋）    | アルトゥーロ・バジーレ       | RAIトリノ      | ピア・タシナーリ、フランコ・コレッリ、マルゲリータ・ベネッティ                                 | イタリア語 |
| 1956   | チェトラ             | プッチーニ | トスカ                       | アルトゥーロ・バジーレ       | RAIトリノ      | ジリオーラ・フラッツォーニ、フェルッチョ・タリアヴィーニ                                       |            |
| 1956   | チェトラ             | ヴェルディ | アイーダ                     | アンジェロ・クエスタ         | RAIトリノ      | メアリー・カーティス・ヴァーナ、フランコ・コレッリ、ミリアム・ピラッツィーニ、ジュリオ・ネーリ |            |
| 1956   | チェトラ             | ヴェルディ | 運命の力（抜粋）             | アルトゥーロ・バジーレ       | RAIトリノ      | フランコ・コレッリ                                                                             |            |
| 1965   | ドイツ・グラモフォン | マスカーニ | カヴァレリア・ルスティカーナ | ヘルベルト・フォン・カラヤン | スカラ座       | フィオレンツァ・コッソット、カルロ・ベルゴンツィ                                               |            |